# Шадалов, Хамзат
Хамзат Шадалов (род. 14 октября 1998, Грозный) — немецкий боксёр-профессионал чеченского происхождения, выступающий во второй полулёгкой весовой категории (до 58,9 кг). 9-кратный чемпион Германии, участник летних Олимпийских игр 2020 года в Токио. Действующий чемпион BDB International в полулёгком весе (2025 — н.в).

## Биография
Чеченец. Родился в Грозном. С трёх лет живёт в Германии. 9 раз становился чемпионом Германии в различных возрастных категориях. Выступает в весовой категории до 57 кг. По состоянию на июнь 2021 года провёл 29 боёв, из которых выиграл 18 (один нокаутом). В марте 2020 года на квалификационном турнире в Лондоне Шадалов победил ирландского боксёра Курта Уолкера и завоевал олимпийскую лицензию. В активе спортсмена также победа над двукратным олимпийским чемпионом, кубинцем Робейси Рамиресом.
На Олимпиаде Шадалов в первом же бою проиграл аргентинцу Мирко Куэльо и выбыл из борьбы за медали.

## Профессиональная карьера
В марте 2022 года перешел в профессионалы и начал боксировать в немецких вечерах бокса у разных промоутеров. За первые три года провел 9 боев по три боя в год.
15 февраля 2025 года в Ной-Ульме (Германия) победил 29-летнего немца Эдурадо Баяка (5-0, 2 КО). На кону стоял пояс интернационального чемпиона немецкой ассоциации боксеров BDB Бой закончился единогласным решением судей в пользу Шадалова. Счёт: 100—90, 99—91, 99—92.
13 июня 2025 года провёл поединок с аргентинцем Лазаро Эксобаром (6-2). Бой прошел в Буэнос-Айресе в вечере Сампсона Левковича. Хамзат на протяжении всей дистанции был активней и точней, имел территориальное преимущество в ринге и острые моменты. Счет: 100—90, 97—93, 100—90.